# Pete Domenici
Pietro Vichi Domenici mais conehcido por Pete Domenici (Novo México, 7 de maio de 1932 – Novo México, 13 de setembro de 2017) foi um político norte-americano do Novo México. Um republicano, Domenici serviu seis mandatos no Senado dos Estados Unidos, de 1973 a 2009, o período mais longo da história do estado. Durante o mandato da Domenici no Senado, defendeu taxas de uso de hidrovia, energia nuclear e causas relacionadas.
Domenici anunciou em 4 de outubro de 2007 sua decisão de não buscar reeleição para o Senado em 2008 por razões de saúde - em particular, degeneração lobar frontotemporal.
Morreu 85 anos de idade em 13 de setembro de 2017 no Hospital da Universidade do Novo México em Albuquerque, no Novo México, devido a complicações decorrentes de cirurgia abdominal.